# Shota Rustaveli
Shota Rustaveli (Chotá Rustavéli) foi um poeta georgiano do século XII, considerado por muitos um dos maiores representantes da literatura medieval. É autor do trabalho literário "O Cavaleiro na Pele de Pantera" (Vepkhis Tq'aosani, em georgiano), poema épico nacional da Geórgia.